# Slacker
Slacker – amerykańska tragikomedia z 1991 roku. Jest to zapis jednego dnia z życia mieszkańców Austin w Teksasie. Film opowiada o Generacji X, ludziach unikających odpowiedzialności i obowiązków. Jest to jeden z pierwszych filmów Richarda Linklatera, który w charakterystyczny dla siebie sposób zbudował opowieść na samych pozornie pozbawionych ze sobą związku dialogach.